# Detlev Clüver
Detlev Clüver (* um 1645 in Schleswig; † 21. Februar 1708 in Hamburg) war ein deutscher Mathematiker, Astronom und Philosoph.

## Leben
Detlev Clüver wurde um 1645 als Sohn von Peter Clüver (1620–1653), Reitvogt des Domkapitels in Schleswig, und dessen Ehefrau Mette geboren. Nachdem sein Vater 1653 verstorben war, heiratete seine Mutter den Domprediger Theodor Niemann (1601–1666). Als Stiefsohn Niemanns besuchte Clüver die Domschule in Schleswig.
Am 13. Mai 1663 immatrikulierte er sich an der Universität Jena, wo er Theologie, Philosophie und Mathematik studierte und insbesondere Vorlesungen bei Erhard Weigel hörte. 1667 ging er nach Kiel, wo er sich am 17. Mai 1667 an der 1665 neu gegründeten Kieler Universität einschrieb und 1673 seine Magisterwürde erlangte. Zwischenzeitlich hielt Clüver sich zu einem Studienaufenthalt an der Universität Oxford auf (Immatrikulation am 29. November 1670).
Nach seinem Studium trat er eine Bildungsreise an, die ihn insbesondere nach Rom, Venedig und schließlich nach London führte, wo er dann bis 1688 lebte. In London wurde er im November 1678 Mitglied der Royal Society, eröffnete eine Druckerei, die der Veröffentlichung seiner eigenen Werke diente, und begann seine Korrespondenz mit Gottfried Wilhelm Leibniz, in welcher unter anderem mathematische Fragestellungen, beispielsweise zu unendlichen Reihen und den Anfängen der Infinitesimalrechnung, behandelt wurden.
Eine Erbschaftsstreitigkeit veranlasste ihn, London 1688 zu verlassen und nach Schleswig zurückzukehren. Der Rechtsstreit wurden nie abgeschlossen und zehrte große Teile seines Vermögens auf. 1696 siedelte Clüver nach Hamburg um, wo er versuchte, von seinen Schriften zu leben, und 1708 mittellos und unbeachtet verstarb.

## Schriften
- Lettre de Mr. Detlef Cluver à Mr. Leibnitz. In: Joachim Friedrich Feller (Hrsg.): Otivm Hanoveranvm Sive Miscellanea Ex ore & schedis Illustris Viri, piæ memoriæ, Godofr. Gvilielmi Leibnitii […]. Leipzig 1718 (Digitalisat), S. 57–58.
- Detlev Clüver: Philosophia divina Cluveri oder ausführlicher Bericht von denen neuen Erfindungen und Demonstrationibus […]. Zu besserer Erkäntnüß publiciret von A. E[udoxus]. Leipzig 1712
- Salomon Trismosin: Aureum Vellus Oder Guldin Schatz und Kunst-Kammer […]. Mit einer Vorrede Dethl. Cluveri. Hamburg 1708
- Detlev Clüver: Observatio de conjunctione Solis et Mercurii, d. 5. Maji Ao. 1707 visa. In: Nova literaria Hamburgensica, Juni 1707, S. 216.
- Detlev Clüver: Disquisitiones philosophicae, Oder historische Anmerckungen über die Nützlichsten Sachen der Welt […]. Band 1 und 2, Hamburg 1707 und 1711
- Detlev Clüver: Vindiciae Artis Mnemonicae […]. In: Nova literaria Hamburgensica, Oktober 1705, S. 394–399.
- Detlev Clüver: Nova Crisis Temporum Oder Curieuser Philosophischer Welt-Mercurius […]. Hamburg 1701–1703
- Detlev Clüver: Geologia Sive Philosophemata De Genesi Ac Structura Globi Terreni. Oder: Natürliche Wissenschafft / Von Erschaffung und Bereitung der Erd-Kugel […]. Hamburg 1700
- Detlev Clüver: Methodus infinitorum similium[…]. In: Nova literaria maris Balthici & septentrionis, Oktober 1698, S. 188–195.
- Detlev Clüver: Nova Infinitorum Scientia […]. In: Nova literaria maris Balthici & septentrionis, September 1698, S. 165–171.
- Detlev Clüver: Coelum Caesaris Oder kurtze Erklärung Der Himmels-Figur / Wie auch Benennung der Sterne / Linien und Circkeln / so auff der geprägeten Käyserlichen Geburts-Medaille befindlich sind. Hamburg 1697
- Detlev Clüver: Monitum ad geometras. In: Acta Eruditorum, Oktober 1687, S. 585–588.
- Detlev Clüver: Quadratura circuli infinitis modis demonstrata. In: Acta Eruditorum, Juli 1686, S. 369–371.
- Detlev Clüver: Tabulae astronomicae in Moses Maimonides librum de consecratione calendarum et ratione intercalandi […] London 1683
- Detlev Clüver: Epistolae duo ad Johannem Hevelium. In: Excerpta ex literis illustrium, et clarissimorum virorum, Ad […] Johannem Hevelium […]. Danzig 1683 (doi:10.3931/e-rara-2050)